# Calochortus monophyllus
Calochortus monophyllus  es una especie de planta medicinal perteneciente a la familia de las liliáceas. Es originaria de  Sierra Nevada y  en la Cordillera de las Cascadas en el sur de  California, su alcance se extiende al norte, probablemente sólo en Oregón. 

## Descripción
Es una hierba perenne que produce un delgado tallo ramificado, llegando, a veces, hasta unos 20 centímetros de altura.  Las hojas basales tienen de 10 a 30 centímetros de largo y no se marchitan en la floración.  Puede haber hojas más pequeñas situadas a lo largo del tallo.  La inflorescencia tiene de 1 a 6 flores erectas y acampanadas.  Cada flor tiene tres sépalo y tres pétalos redondeados, todo de un color amarillo intenso y brillante.  Los pétalos pueden tener algunas manchas de color rojo oscuro en las bases y están cubiertos de pelos amarillos en las superficies internas. El fruto es una cápsula  alada de uno o dos centímetros de largo.

## Propiedades
Es usado en la Terapia floral californiana como ayuda para desarrollar la empatía y receptividad ante los sentimientos y experiencias de los demás.

## Taxonomía
Calochortus monophyllus fue descrita por (Lindl.) Lem.  y publicado en Flore des Serres et des Jardins de l'Europe 5: 430b. 1849.
Etimología
Calochortus: nombre genérico que proviene del idioma griego y significa "pasto bello", nombre que hace referencia al parecido de las hojas y tallos de estas plantas con los de una gramínea o pasto y, al mismo tiempo, pone de manifiesto el gran atractivo de las flores.
monophyllus: epíteto latino que significa "con una sola hoja"
Sinonimia
- Cyclobothra monophylla Lindl., J. Hort. Soc. London 4: 81 (1849).
- Calochortus nitidus Torr., Pacif. Railr. Rep. Parke, Bot. 4: 146 (1857), nom. illeg.
- Cyclobothra elegans var. lutea Benth., Pl. Hartw.: 338 (1857).
- Cyclobothra nitida Torr., Pacif. Railr. Rep. Parke, Bot. 4: 146 (1857), nom. illeg.
- Calochortus nitidus var. cornutus Alph.Wood, Proc. Acad. Nat. Sci. Philadelphia 20: 169 (1868).
- Calochortus pulchellus var. parviflorus Regel, Gartenflora 23: 226 (1874).
- Calochortus benthamii Baker, J. Linn. Soc., Bot. 14: 304 (1875).
- Calochortus benthamii var. wallacei Purdy & L.H.Bailey in L.H.Bailey, Stand. Cycl. Hort. 2: 633 (1914).
- Calochortus maculatus Eastw., Leafl. W. Bot. 1: 133 (1934).[4]